# Two-Fisted Jefferson
Two-Fisted Jefferson è un film muto del 1922 scritto e diretto da Roy Clements che aveva come interpreti Jack Hoxie, Evelyn Nelson, Claude Payton. Di genere western, il film fu prodotto da Ben F. Wilson con gli esterni girati a Big Bear Lake.

## Trama
Lo sceriffo Jefferson Mosby è incaricato dall'ispettore distrettuale di Arid, una piccola città del Nevada, di indagare su una pericolosa zona conosciuta come Cactus Flats, infestata da fuorilegge che stanno sistematicamente cacciando i proprietari dalle loro case. A Cactus Flats, Mosby conosce Molly Miller e Danny Duggan, l'ultimo proprietario a non avere ancora ceduto ai minacciosi avvisi del sindaco Buck Connor che vuole buttare fuori anche lui. Infiltratosi tra i banditi, Mosby riesce a catturare Connor e, con l'aiuto di Molly e di Danny, anche tutti gli altri membri della banda di fuorilegge. Alla fine, nonostante il consiglio dell'ispettore di non fidarsi di una donna, decide di prendere ordini da Molly per il resto della sua vita.

## Produzione
Il film, prodotto dalla Ben Wilson Productions, fu girato, usando i titoli di lavorazione Sparks of Flint , Flints of Steel e Under Orders, nel novembre 1921. Alcune delle scene furono girate a Big Bear Lake, in California.

## Distribuzione
Il copyright del film, richiesto dalla Ben Wilson Productions, fu registrato il 24 gennaio 1922 con il numero LP17497 con il titolo Two Fisted Jefferson.

Distribuito dalla Arrow Film Corporation, il film uscì nelle sale statunitensi il 14 gennaio 1922. In Finlandia, fu distribuito il 6 maggio 1929. Nel 1930 ne venne fatta una riedizione, distribuita dalla Syndicate Film Exchange.
Non si conoscono copie ancora esistenti della pellicola che viene considerata presumibilmente perduta.